# Playa de Las Fuentes
La playa de las Fuentes (platja de les Fonts en valenciano) es una playa de arena del municipio de Alcalá de Chivert, en la provincia de Castellón (España).
Esta playa limita al norte con rocas y al sur con el puerto deportivo de Las Fuentes. Tiene una longitud de 400 metros y una anchura de 40 metros.

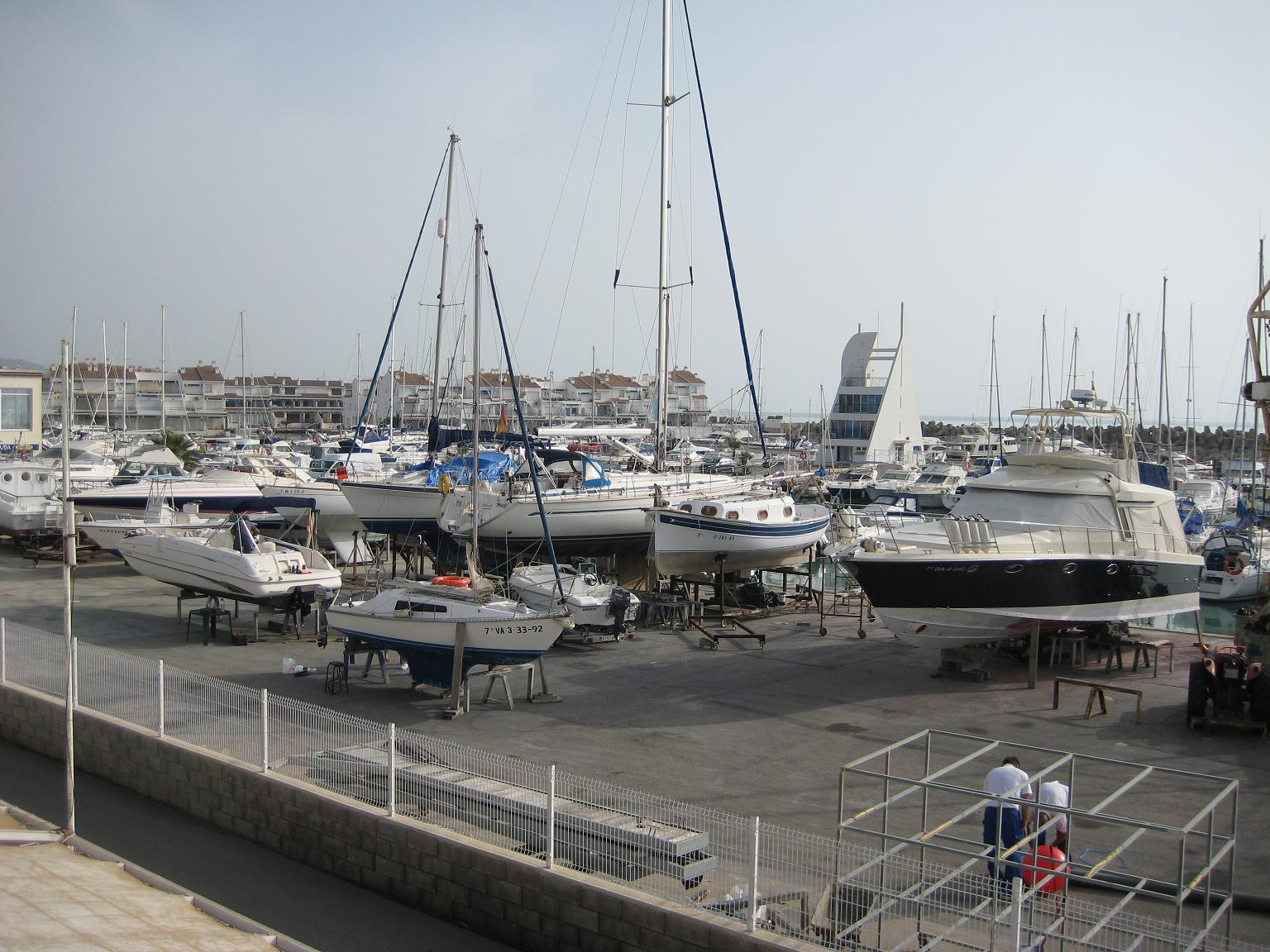
Puerto Deportivo Las Fuentes.

Es una amplia playa en forma de concha, en cuyo extremo sur se encuentra un moderno puerto deportivo. A través de ella desembocan en el mar unos manantiales de agua dulce, procedentes de un acuífero formado en el Jurásico, que le confieren una especial singularidad y belleza. La playa ofrece además una gran variedad de actividades lúdico-deportivas.
Se encuentra ubicada en el entorno urbano de Alcocéber, disponiendo de acceso desde la calle. Cuenta con paseo marítimo y aparcamiento delimitado. Es una playa con zona balizada para la salida de embarcaciones.
Cuenta con el distintivo de Bandera Azul desde 2006, y con los certificados de calidad ambiental ISO 9001 e ISO 14001.